# Lokomotivfabrik Krauss & Comp. Linz
De Lokomotivfabrik Krauss & Comp. Linz, kortweg Krauss/Linz, was van 1880 tot 1930 een Duits zelfstandig opererende fabriek in München van de Oostenrijkse locomotievenfabriek van Georg Krauß in Linz. De firma specialiseerde zich hoofdzakelijk in kleine stoomlocomotieven voor secundaire spoorlijnen en smalspoorlijnen.

## Galerij

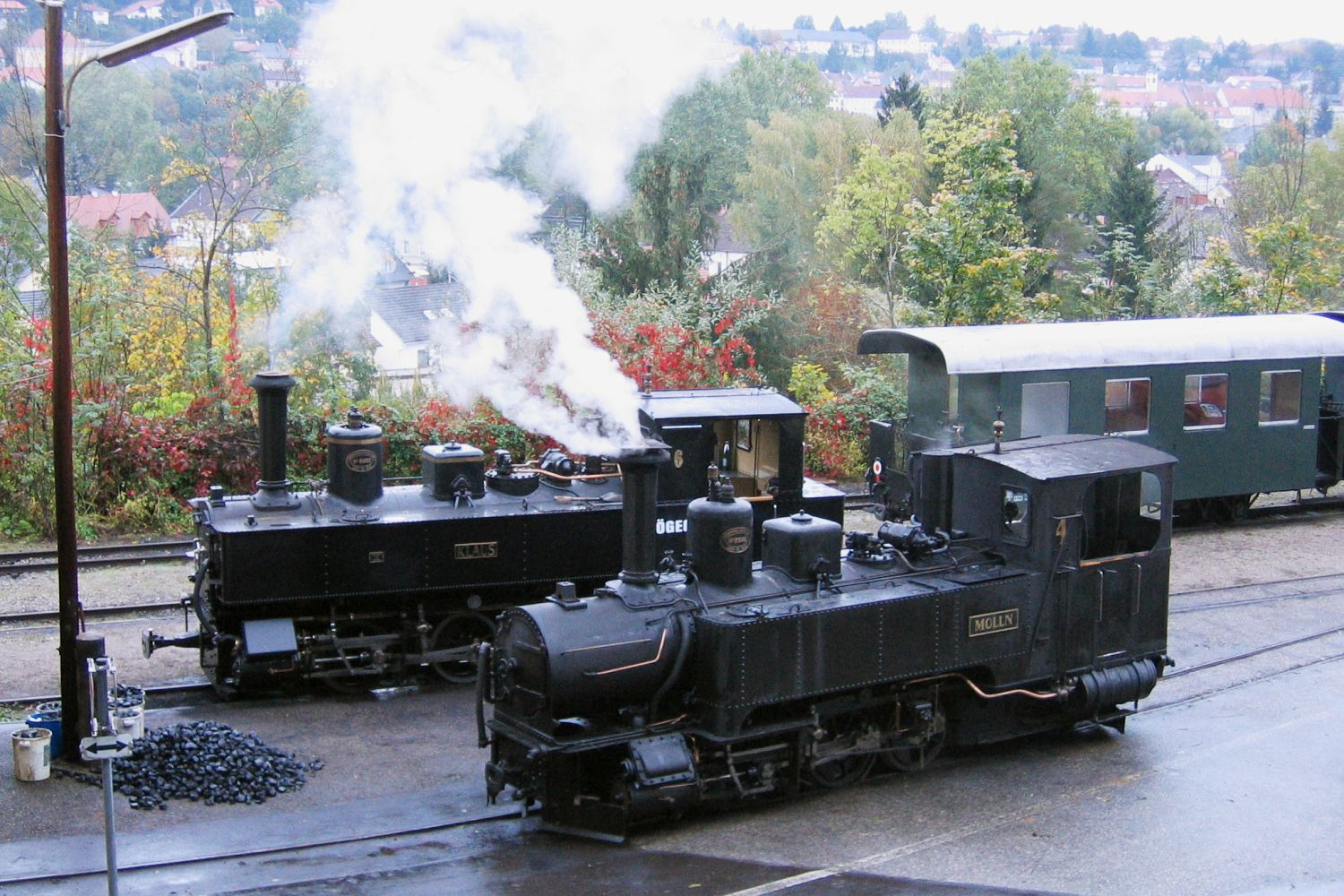
Twee locomotieven van het type Steyrtal (1914)
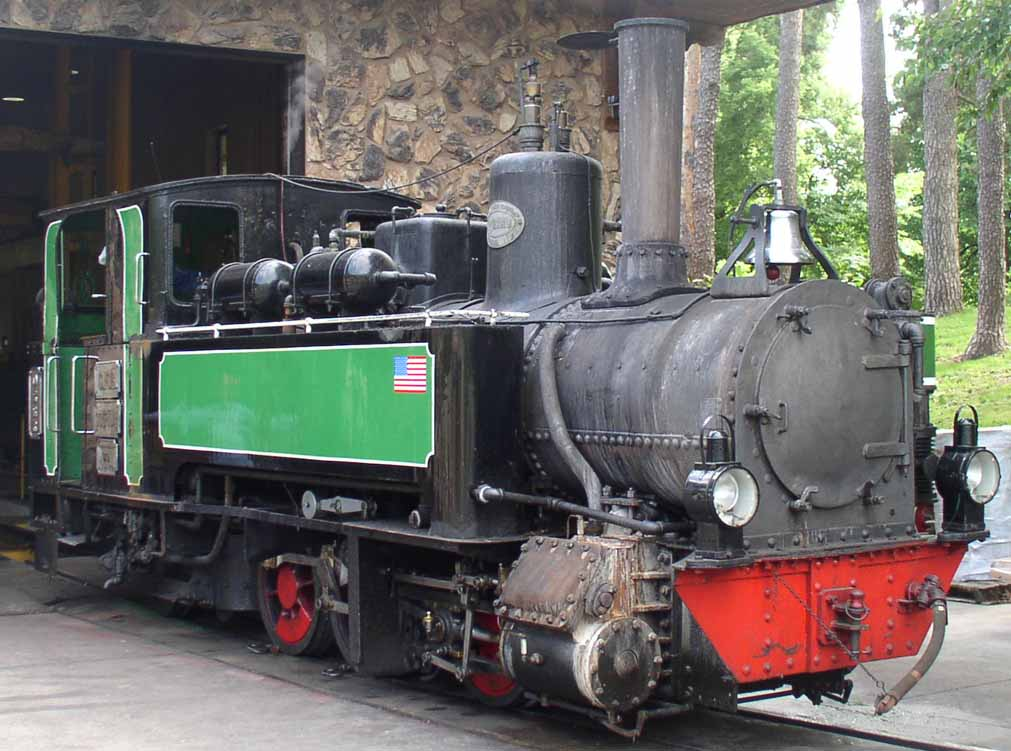
Stoomlocomotief Riva (1891)
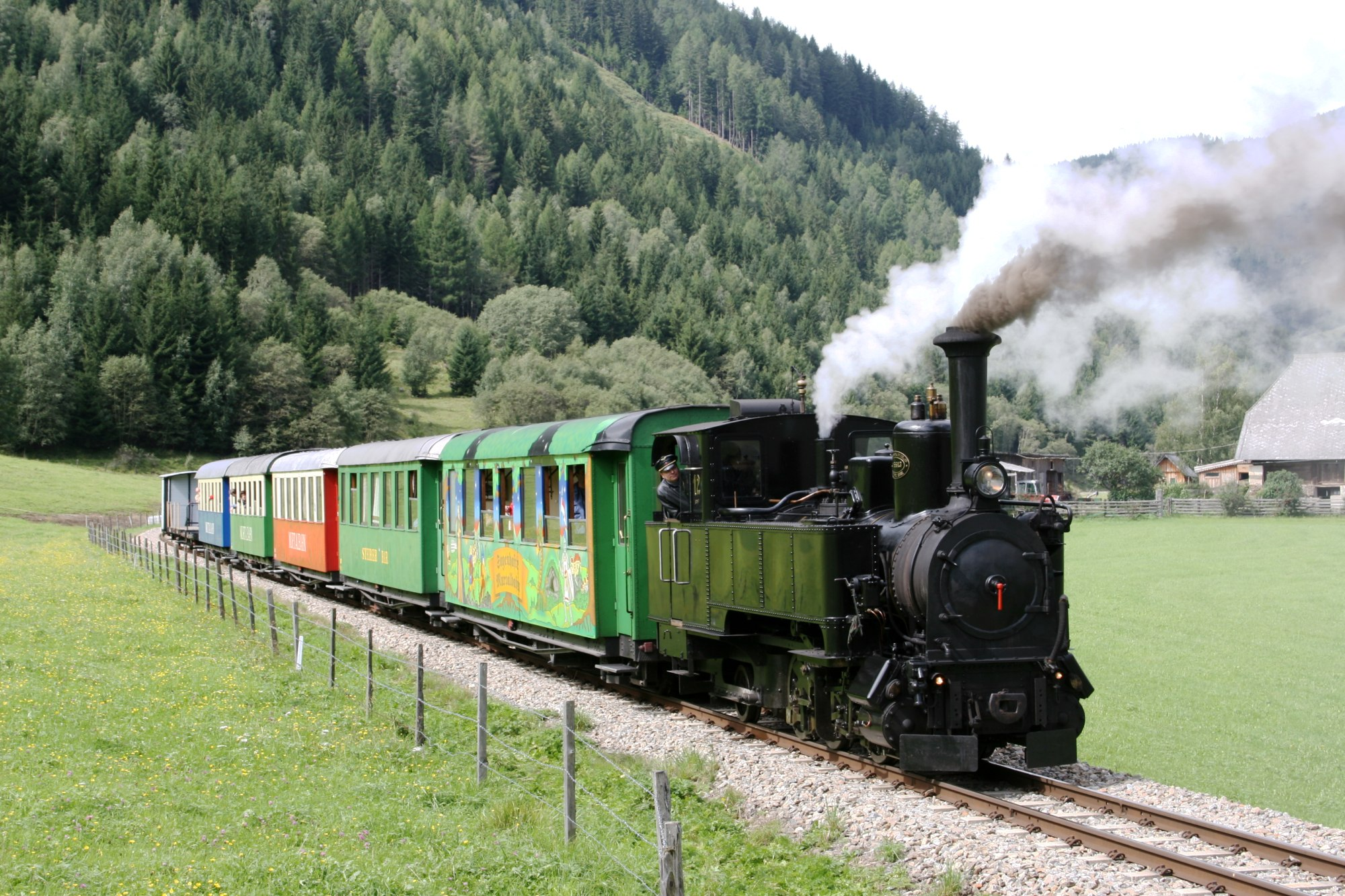
Locomotie van het type S 12